# Liste der Biografien/Schuk
Liste der Biografien |
Portal Biografien |
Personensuche
# |
A |
B |
C |
D |
E |
F |
G |
H |
I |
J |
K |
L |
M |
N |
O |
P |
Q |
R |
S |
T |
U |
V |
W |
X |
Y |
Z |
?
 
Sa |
Sb |
Sc |
Sd |
Se |
Sf |
Sg |
Sh |
Si |
Sj |
Sk |
Sl |
Sm |
Sn |
So |
Sp |
Sq |
Sr |
Ss |
St |
Su |
Sv |
Sw |
Sy |
Sz
 
Sca–Sce |
Sch |
Sci–Scz
 
Scha |
Schc |
Schd |
Sche |
Schg |
Schi |
Schj |
Schk |
Schl |
Schm |
Schn |
Scho |
Schp |
Schr |
Schs |
Scht |
Schu |
Schv |
Schw |
Schy
 
Schua |
Schub |
Schuc |
Schud |
Schue |
Schuf |
Schug |
Schuh |
Schui |
Schuk |
Schul |
Schum |
Schun |
Schuo |
Schup |
Schuq |
Schur |
Schus |
Schut |
Schuu |
Schuv |
Schuw |
Schuy |
Schuz
Die Liste der Biografien führt alle Personen auf, die in der deutschsprachigen Wikipedia einen Artikel haben. Dieses ist eine Teilliste mit 59 Einträgen von Personen, deren Namen mit den Buchstaben „Schuk“ beginnt.

## Schuk
- Schuk, Alexei Wladimirowitsch (* 1955), sowjetischer Handballspieler
- Schuk, Iryna (* 1993), belarussische Stabhochspringerin
- Schuk, Jewhen (* 1990), ukrainischer Handballspieler
- Schuk, Mychajlo (1883–1964), ukrainischer Maler der Moderne, Keramiker Schriftsteller
- Schuk, Nina Alexejewna (* 1934), sowjetische Eiskunstläuferin
- Schuk, Pankraz (1877–1951), österreichischer Postbeamter und Schriftsteller
- Schuk, Sergei Jakowlewitsch (1892–1957), russischer Wasserbautechniker
- Schuk, Sofja Andrejewna (* 1999), russische Tennisspielerin
- Schuk, Stanislaw Alexejewitsch (1935–1998), russischer Eiskunstläufer und -trainer
- Schuk, Tatjana Alexejewna (1946–2011), russische Eiskunstläuferin
- Schuk, Wadsim (* 1952), belarussischer Fußballschiedsrichter
- Schuk, Witalij (* 1996), belarussischer Zehnkämpfer
- Schuk-Krasnowa, Angelina Sergejewna (* 1991), russische Stabhochspringerin

### Schuka
- Schukal, Milana (* 2001), ukrainische Handballspielerin
- Schukat, August (1891–1977), ostpreußischer Mundartautor
- Schukat, Otto (1899–1954), deutscher Politiker (NSDAP), MdR
- Schukawa, Ina (* 1986), belarussische rhythmische Sportgymnastikerin

### Schuke
- Schuke, Alexander (1870–1933), deutscher Orgelbauer
- Schuke, Hans-Joachim (1908–1979), deutscher Orgelbauer
- Schuke, Karl (1906–1987), deutscher Orgelbauer
- Schuke, Matthias (* 1955), deutscher Orgelbauer
- Schukenow, Dmitri Ruslanowitsch (* 1997), russischer Eishockeyspieler

### Schukk
- Schukking, Jolien (* 1967), niederländische Juristin und Richterin am Europäischen Gerichtshof für Menschenrechte

### Schuko
- Schukoff, Alexander (* 1956), österreichischer Filmregisseur, Filmproduzent und Videokünstler
- Schukoff, Nikolai (* 1969), österreichischer Opernsänger (Tenor)
- Schukow, Alexander Dmitrijewitsch (* 1956), russischer Politiker und Ökonom
- Schukow, Alexander Iwanowitsch (1898–1965), sowjetischer Theater- und Filmschauspieler
- Schukow, Georgi (* 1994), kasachischer Fußballspieler
- Schukow, Georgi Konstantinowitsch (1896–1974), sowjetischer MarschallGeorgi Konstantinowitsch Schukow (1896–1974)

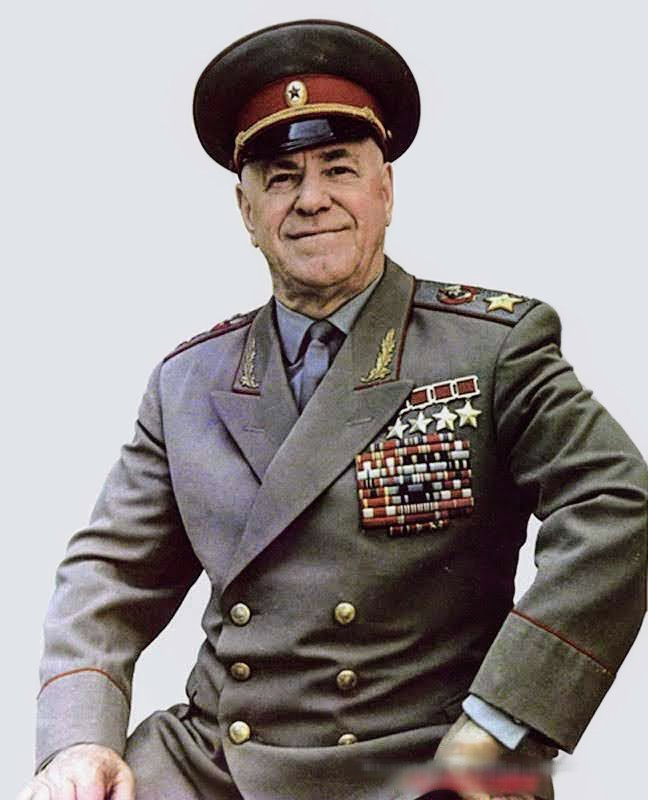
Georgi Konstantinowitsch Schukow (1896–1974)

- Schukow, Igor Michailowitsch (1936–2018), russischer Pianist und Dirigent
- Schukow, Jegor Sergejewitsch (* 1998), russischer Journalist, Blogger und Regierungskritiker
- Schukow, Michail Sergejewitsch (* 1985), russisch-schwedischer Eishockeyspieler
- Schukow, Nikolai († 2006), russischer Handballspieler
- Schukow, Nikolai Nikolajewitsch (1908–1973), sowjetischer Grafiker
- Schukow, Pawel Semjonowitsch (1870–1942), russischer Fotograf
- Schukow, Sergei Petrowitsch (* 1975), russischer Eishockeyspieler
- Schukow, Stanislaw (* 1992), ukrainischer Handballspieler
- Schukow, Waleri Pawlowitsch (* 1988), russischer Eishockeyspieler
- Schukow, Wjatscheslaw (* 1988), russischer Pokerspieler
- Schukowa, Anna Sergejewna (* 1999), russische Skispringerin
- Schukowa, Darja Alexandrowna (* 1981), russische Kunstmäzenin, Modedesignerin und Medienunternehmerin
- Schukowa, Natalja (* 1979), ukrainische Schachspielerin
- Schukowa, Natalja Sergejewna (* 1992), russische Skilangläuferin
- Schukowa, Rimma Michailowna (1925–1999), sowjetische Eisschnellläuferin
- Schukowitz, Hans (1863–1922), österreichischer Schriftsteller
- Schukowskaja, Alexandra Wassiljewna (1842–1899), russische Hofdame
- Schukowski, Grigori Juljewitsch (1878–1939), russischer Physikochemiker und Hochschullehrer
- Schukowski, Manfred (1928–2025), deutscher Lehrer und Hochschullehrer
- Schukowski, Nikolai Jegorowitsch (1847–1921), russischer Mathematiker, Aerodynamiker und Hydrodynamiker
- Schukowski, Wassili Andrejewitsch (1783–1852), russischer Dichter und ÜbersetzerWassili Andrejewitsch Schukowski (1783–1852)

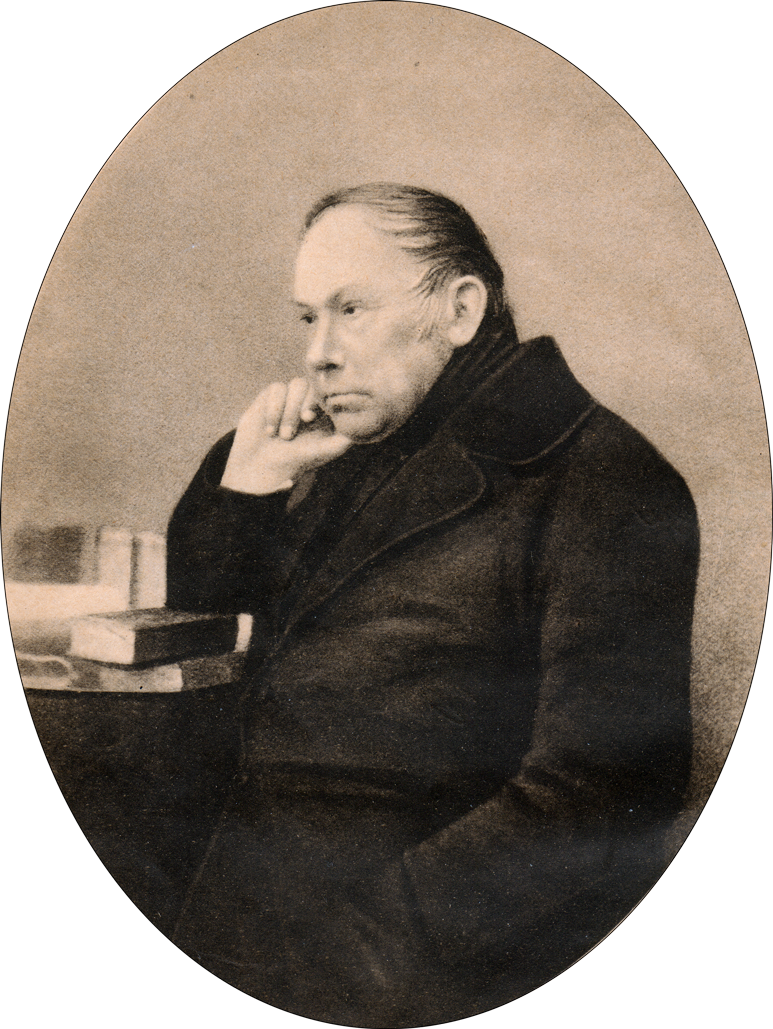
Wassili Andrejewitsch Schukowski (1783–1852)

### Schukr
- Schukr, Fuad (1962–2024), libanesischer Milizionär, Terrorist der Hisbollah
- Schukraft, Harald (* 1955), deutscher Historiker und Autor mit dem Schwerpunkt Württemberg
- Schukraft, Jürgen (* 1953), deutscher Physiker
- Schukraft, Peter (1935–2021), deutscher Fußballspieler
- Schukraft, Ramona (* 1971), deutsche Comedy-Darstellerin, Kabarettistin und Autorin
- Schukri, Mohammed Abu al-Chair (* 1961), syrischer Religionsgelehrter und Minister für islamische Stiftungen
- Schukri, Samih (* 1952), ägyptischer Diplomat und Politiker

### Schuks
- Schukschin, Wassili Makarowitsch (1929–1974), russischer Schriftsteller, Regisseur und Schauspieler

### Schuku
- Schukurow, Asis (* 1986), tadschikischer Gewichtheber